# 1 E20 m et plus
Pour aider à comparer les ordres de grandeur des différentes longueurs, voici une liste de longueurs supérieures à 1020 m. Ces longueurs sont le domaine quasi exclusif de l'astronomie, au niveau galactique et extragalactique. L'usage veut que l'unité SI de longueur (le mètre) y soit remplacée par le parsec (symbole pc) et ses multiples, le kiloparsec (1000 pc, le mégaparsec (un million de parsecs), et le gigaparsec (un milliard de parsecs). En l'occurrence, 1020 mètres correspondent à environ 3,25 kpc.
- 2,6×1020 m (8,6 kpc) : distance entre le Soleil et le centre de notre galaxie
- 9,5×1020 m (25 kpc) : diamètre du disque de notre Galaxie
- 1,5×1021 m (48 kpc) : distance entre la Voie Lactée et le Grand Nuage de Magellan, une galaxie naine satellite
- 1,9×1021 m (60 kpc) : distance entre notre Galaxie et le Petit Nuage de Magellan, une autre galaxie naine satellite
- 2,2×1022 m (724 kpc) : distance entre notre Galaxie et la galaxie d'Andromède
- 5,0×1022 m (1600 kpc) : diamètre du Groupe local structure à laquelle appartient notre Galaxie
- 3,0 à 6,0×1023 m (9 à 18 Mpc) : distance entre le Groupe local et l'amas de la Vierge
- 1,9×1024 m (60 Mpc) : diamètre du superamas local
- 4,5×1024 m (150 Mpc) : longueur de la Grande Muraille, une grosse superstructure de l'univers observable
- 9,3×1025 m (3 000 Mpc) : distance estimée de certains quasars, qui comptent parmi les objets les plus lointains observés
- 1,3×1026 m (4 000 Mpc) : taille de l'horizon cosmologique, distance à laquelle se situe aujourd'hui la zone d'émission du fond diffus cosmologique, émis peu après le Big Bang